# Pratique de la sagesse
Pratique de la sagesse (titre original : Practicing Wisdom: The Perfection of Shantideva's Bodhisattva Way), traduit par Geshe Thupten Jinpa, est un livre du dalaï-lama. 

## Résumé
En novembre 1993, le dalaï-lama donna à l’Institut Vajra Yogini un enseignement sur l'un des textes fondateurs du bouddhisme tibétain, le chapitre IX de La Marche vers l'éveil, de Shantideva. 
Le dalaï-lama donne une explication et commente « La connaissance transcendante », 9e chapitre de La marche vers l'éveil du moine et philosophe indien du VIIIe siècle Shantideva. Le dalaï-lama se base sur nos expériences personnelles pour expliquer l’importance d’éliminer l'ignorance bloquant la pratique de la sagesse. En développant la vigilance et la connaissance, et en adoptant une vision plus globale, il devient possible de se défaire des frustrations et désillusions, et de faire face à l'adversité.